# Шел Деба
Шел Деба (фр. Chelle-Debat) насеље је и општина у јужној Француској у региону Миди Пирене, у департману Горњи Пиринеји која припада префектури Тарб.
По подацима из 2011. године у општини је живело 213 становника, а густина насељености је износила 24,51 становника/km². Општина се простире на површини од 8,69 km². Налази се на средњој надморској висини од 200 метара (максималној 347 m, а минималној 190 m).

## Демографија
| 1962. | 1968. | 1975. | 1982. | 1990. | 1999. | 2011. |
| ----- | ----- | ----- | ----- | ----- | ----- | ----- |
| 141   | 157   | 162   | 174   | 189   | 206   | 213   |

График промене броја становника у току последњих година